# Duan Yihong
Duan Yihong (chinois : 段奕宏), né Duan Long (段龙) le 16 mai 1973 à Yining (Xinjiang), est un acteur chinois.

## Biographie
Diplômé de l'Académie centrale d'art dramatique de Pékin en 1998, il entre à la Compagnie nationale de théâtre de Chine et joue dans plusieurs pièces (dont Le rhinocéros amoureux de Liao Yimei) et séries télé (Soldiers Sortie et My Chief and My Regiment de Kang Honglei), adoptant alors le nom de scène de Duan Yihong.
Au cinéma, il joue notamment dans Drifters (2003) de Wang Xiaoshuai, Wind blast (2010), White deer plain  (2011), Back to 1942 de Feng Xiaogang (2012), The Dead End de Cao Baoping (2015), Extraordinary Mission (2017), Battle of Memories (2017) et Une pluie sans fin (2017), avec Jiang Yiyan.